# Andre Douglas
Andre Maurice Baulding Douglas (Miami, 11 dicembre 1985) è un astronauta statunitense.
Nel 2021 venne selezionato dalla NASA come candidato astronauta del Gruppo 23. Iniziò l'addestramento astronautico di base al Johnson Space Center nel gennaio 2022 e lo concluse nel marzo 2024. Il 3 luglio 2024 venne assegnato all'equipaggio di riserva della missione lunare Artemis 2.